# Sandrine Billiet
Sandrine Billiet (Brujas, 16 de febrero de 1990) es una deportista caboverdiana, de origen belga, que compite en judo. Ganó dos medallas en el Campeonato Africano de Judo, plata en 2021 y bronce en 2024.

## Palmarés internacional
| Representando a Cabo Verde |                   |                   |           |
| Campeonato Africano        |                   |                   |           |
| Año                        | Lugar             | Medalla           | Categoría |
| 2021                       | Dakar (Senegal)   | Medalla de plata  | –63 kg    |
| 2024                       | El Cairo (Egipto) | Medalla de bronce | –63 kg    |